# Oljarna Kocbek
Oljarna Kocbek je slovenska oljarna s sedežem v Stari Gori pri Svetem Juriju ob Ščavnici. Njihova dejavnost predelave bučnega olja sega v leto 1929, ko je z njo pričel Alojz Kocbek. Sedaj z oljarno upravlja tretja generacija družine Kocbek.
Še vedno uporabljajo mlin in kamen iz leta 1929 in še vedno obdelujejo olje na isti način kot so to počeli na začetku. Svoje izdelke tržijo v Sloveniji in tujini, med kupci so tudi prestižne restavracije, kot je At. mosphere v Dubaju.
Njihovi ambasadorji so slovenski kuharski mojstri Janez Bratovž, Tomaž Kavčič in Ana Roš. V Bratovževi restavraciji v Ljubljani je bila leta 2018 predstavljena nova luksuzna polnitev bučnega olja, projekt so poimovali Luxury Black Bottle. Butična polnitev v stekleničke iz steklarne Hrastnik je opremljena z lastno pipeto, ki služi kot zamašek steklenice in je pripomoček kuharskim mojstrom, da z njo dekorirajo krožnike - olje nanaša na hrano po kapljicah in se ne izliva iz steklenice.

## Priznanja
- produkt Luxury Black Bottle je prejel veliko nagrado SOF-a v skupini oblikovanje.[4][5]
- najboljše pomursko podjetje leta 2018.[6][7][8]